# Hercostomus chaerophylli
Hercostomus chaerophylli är en tvåvingeart som först beskrevs av Johann Wilhelm Meigen 1824.  Hercostomus chaerophylli ingår i släktet Hercostomus och familjen styltflugor. Arten är reproducerande i Sverige. Inga underarter finns listade i Catalogue of Life.